# بحر الإيمان
شبكة بحر الإيمان (إس. أوه. إف) هي منظمة تهدف إلى استكشاف وتعزيز الإيمان الديني باعتباره إبداعًا بشريًا.

## لمحة تاريخية
بدأت حركة بحر الإيمان في عام 1984 كرد فعل على كتاب دون كوبيت والمسلسلات التلفزيونية التي حملت جميعها عنوان بحر الإيمان. حصل كوبيت على تعليمه في العلوم واللاهوت من جامعة كامبريدج في خمسينيات القرن العشرين، وهو فيلسوف وعالم لاهوت وكاهن أنجيليكي وعميد سابق لكلية ايمانويل، كامبريدج. أجرى استطلاعًا للتفكير الغربي في كل من كتابه ومسلسلاته التلفزيونية حول الدين، ورسم توضيحًا يبين الانتقال من الدين الواقعي إلى الرأي القائل بأن الدين هو مجرد خلق بشري.
جاء اسم بحر الإيمان من قصيدة ماثيو أرنولد النوستالجية التي كتبها في منتصف القرن التاسع عشر «شاطئ دوفر»، إذ يعرب الشاعر عن أسفه لأن الإيمان بعالم خارق للطبيعة ينزلق ببطء، وينحسر «بحر الإيمان» كما المد المرتفع.
بدأت مجموعة صغيرة من رجال الدين والعلمانيين المسيحيين المتطرفين في أعقاب المسلسل التلفزيوني، عقد اجتماعات لاستكشاف طريقة يمكنهم من خلالها تعزيز هذا الفهم الجديد للإيمان الديني. نظموا أول مؤتمر في المملكة المتحدة في عام 1988، بدءًا من قائمة بريدية تضم شخصًا 143 من المتعاطفين. عُقد مؤتمر ثان في العام التالي بعد فترة وجيزة من إطلاق شبكة بحر الإيمان رسميًا. أصبحت المؤتمرات الوطنية السنوية حدثًا رئيسيًا للشبكة منذ ذلك الحين.

## المنظمة
تعقد شبكة بحر الإيمان مؤتمرات وطنية وإقليمية وفعاليات ترويجية كل عام. هناك شبكة نشطة من المجموعات المحلية التي تجتمع بانتظام بهدف النقاش والاستكشاف.
تُنشر مجلة المجموعة صوفيا كل شهرين في المملكة المتحدة، وتلقى رواجًا خارج عضوية بحر الإيمان. تحتفظ المجموعة أيضًا بموقع على شبكة الإنترنت ومجموعة مناقشة على الإنترنت.
يوجد حاليًا شبكات وطنية في المملكة المتحدة ونيوزيلندا وأستراليا وأخرى بعضويات متفرقة في الولايات المتحدة الأمريكية وإيرلندا الشمالية وجنوب أفريقيا وفرنسا وهولندا. بلغ عدد الأعضاء من جميع أنحاء العالم اعتبارًا من عام 2044، نحو 2000 عضوًا. تُدير كل لجنة توجيهية منتخبة من قبل الأعضاء شبكة وطنية واحدة من بين هذه الشبكات.

## المعتقدات
لا تمتلك شبكة بحر الإيمان أي عقيدة رسمية أو بيان يُطلب من الأعضاء الموافقة عليه، وبالتالي فهي عبارة عن شبكة حرة بدلًا عن كونها حركة أو منظمة دينية رسمية. تهدف شبكة بحر الإيمان إلى «استكشاف وتعزيز الإيمان الديني باعتباره إبداعًا بشريًا». في هذا الإطار، يعبر عدد كبير من المواقف الإيمانية من عدم الواقعية المتصلبة في أحد الأطراف إلى الواقعية النقدية في الطرف الآخر. يصف بعض الأعضاء أنفسهم على أنهم من الجناح الليبرالي أو الراديكالي للاعتقاد التقليدي، بينما يختار البعض الآخر أن يسموا أنفسهم متدينين أو إنسانيين مسيحيين. حتى أن البعض يُشيرون إلى أنفسهم على أنهم لاأدريون أو ملحدون أو غير متدينين ببساطة.
لا تمتلك شبكة بحر الإيمان كتابات دينية أو احتفالات خاصة بها، بل يظل العديد من الأعضاء فيها نشطين في دينهم الخاص (بشكل أساسي وليس بشكل حصري مسيحي) في حين أن الآخرين لا يمتلكون أي انتماء ديني على الإطلاق.

## الفلسفة
حدد عدد من المعلقين أن شبكة بحر الإيمان ترتبط ارتباطًا وثيقًا بالنهج غير الواقعي للدين. يشير هذا إلى الاعتقاد بأن الله ليس له وجود «حقيقي» أو موضوعي أو تجريبي، مستقل عن اللغة والثقافة الإنسانية. الله «حقيقي» هذا يعني أنه رمز قوي أو هي عبارة عن استعارة أو إسقاط، لكن ليس له وجود موضوعي خارج نطاق ممارسة الدين. لذلك، فإن عدم الواقعية تستلزم رفضًا لكامل مفهوم الطبيعة الخارقة، بما في ذلك مفاهيم مثل المعجزات والحياة الآخرة ووساطة الأرواح.
كتب كوبيت: «الله هو مجموع قيمنا، يُظهر لنا وحدته المثالية، ومطالبه علينا وقوة الخلق لديه». يُطلق كوبيت على هذا اسم «التفسير التطوعي للإيمان: نسخة أسطورية بكاملها عن المسيحية». يستلزم هذا الزعم بأنه حتى بعد التخلي عن فكرة أن المعتقدات الدينية يمكنها أن تستند إلى أي شيء خارج نطاق الإنسان، فإنه لا يزال يمكن الاعتقاد بالدين وممارسته بطرق جديدة.

## تأثير المؤسس
أنتج كوبيت منذ أن بدأ بالكتابة في عام 1971 نحو 36 كتابًا. استمرت وجهات نظره بالتغيير والتطور خلال هذا الوقت. يتحدث كوبيت في كتبه الأولى مثل إجازة من الله وبحر الإيمان، بأن الله وحده غير حقيقي، ولكنه انتقل بحلول نهاية الثمانينات إلى ما بعد الحداثة، واصفًا موقفه بصفته إنساني راديكالي فارغ: أي أنه لا يوجد سوى لغتنا وعالمنا والمعاني والحقائق والتفسيرات التي أنشأناها، وكل شيء آخر غير حقيقي بما في ذلك الله.
على الرغم من أن كوبيت كان المؤثر في تأسيس بحر الإيمان وحظي باحترام كبير لعمله في الشبكة، إلا أنه ليس صحيحًا أن ندعي بأنه كان مرشدًا وقائدًا في شبكة بحر الإيمان. تمتع الأعضاء بحرية الانشقاق عن آرائه، حتى أن كوبيت نفسه عارض أن تكون شبكة بحر الإيمان مجرد نادي للمعجبين. يؤكد كل من كوبيت والشبكة على أهمية التفكير النقدي المستقل ورفض الاستبداد بكل أشكاله.